# Nicolás Guillén

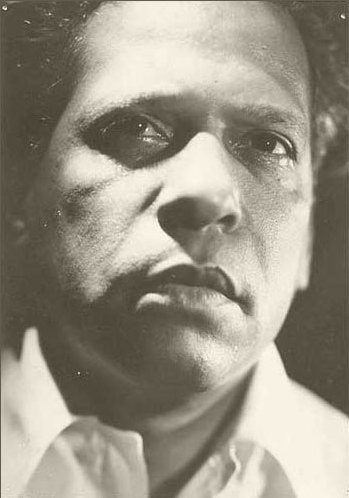
Nicolás Guillén

Nicolás Cristóbal Guillén Batista (n. 10 iulie 1902 - d. 16 iulie 1989) a fost un poet, jurnalist și activist politic afro-cubanez.
Este considerat poetul național al Cubei.
Lirica sa are conținut social, având ca principală temă situația negrilor, Războiul Civil Spaniol (la care a participat) și lupta antiimperialistă.

## Scrieri
- 1930: Motive de zvon ("Motivos del son")
- 1931: Sóngoro Cosongo
- 1934: Indiile occidentale ("West Indies Ltd.")
- 1937: Cântece pentru soldați și sonuri pentru turiști ("Cantos para soldados y sones para turistas")
- 1937: Spania ("Españia")
- 1947: Sunet plin ("El son entero")
- 1951: Elegii ("Elegías)
- 1958: Porumbelul cu zbor popular ("La paloma de vuelo popular")
- 1964: Am ("Tengo")
- 1964: Poeme de dragoste ("Poemas de amor")
- 1973: Satiră politică ("Satira politica").

Guillén a colaborat la reviste hispano-americane de avangardă.